# Філіпп Гонде
Філіпп Гонде (фр. Philippe Gondet, 17 травня 1942, Блуа — 21 січня 2018, Верту) — французький футболіст, що грав на позиції нападника.
Виступав, зокрема, за клуб «Нант», а також національну збірну Франції.
Дворазовий чемпіон Франції. Володар Суперкубка Франції. Дворазовий володар Кубка Франції.

## Клубна кар'єра
У дорослому футболі дебютував 1959 року виступами за команду клубу «Стад Франсе», в якій провів один сезон.
Згодом з 1960 по 1962 рік грав у складі команд клубів «Нант» та «Кан».
Своєю грою за останню команду знову привернув увагу представників тренерського штабу клубу «Нант», до складу якого повернувся 1963 року. Цього разу відіграв за команду з Нанта наступні вісім сезонів своєї ігрової кар'єри. Більшість часу, проведеного у складі «Нанта», був основним гравцем атакувальної ланки команди. У складі «Нанта» був одним з головних бомбардирів команди, маючи середню результативність на рівні 0,5 гола за гру першості. За цей час двічі виборював титул чемпіона Франції, ставав володарем Суперкубка Франції.
Протягом 1971—1972 років захищав кольори клубів «Парі-Жуанвіль» та «Ред Стар».
Завершив професійну ігрову кар'єру у клубі «Кан», у складі якого вже виступав раніше. Прийшов до команди 1972 року, захищав її кольори до припинення виступів на професійному рівні у 1973.

## Виступи за збірну
1965 року дебютував в офіційних матчах у складі національної збірної Франції. Протягом кар'єри у національній команді, яка тривала 6 років, провів у формі головної команди країни 14 матчів, забивши 7 голів.
У складі збірної був учасником чемпіонату світу 1966 року в Англії.

## Досягнення

### Командні
- Чемпіон Франції:

«Нант»: 1964–65, 1965–66
- Володар Суперкубка Франції:

«Нант»: 1965
- Фіналіст Кубка Франції:

«Нант»: 1965–66, 1969–70

### Особисті
- Французький футболіст року:

1965, 1966
- Найкращий бомбардир французького Дивізіону 1:

1965–66 (36 голів)